# Code pays
Pour un article plus général, voir Code géographique.

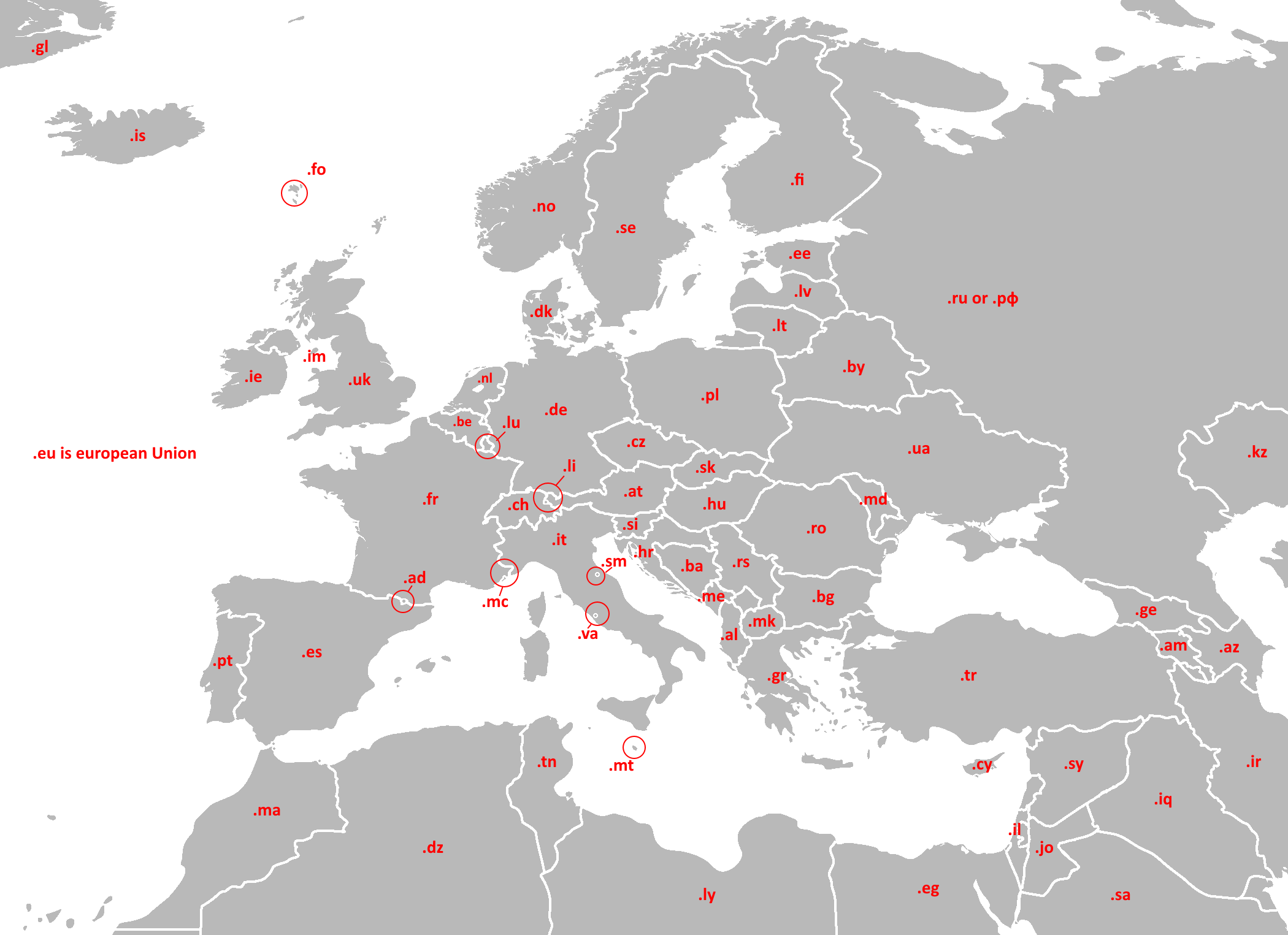
Code pays d’Europe.

Les codes pays sont des chaînes de caractères alphabétiques ou numériques, utilisées pour coder les pays à des fins de traitement de l'information. C'est une catégorie particulière de code géographique.
Il existe plusieurs familles de codes pays.

## Norme ISO 3166
La principale famille de codes pays est la norme ISO 3166.
Cette norme définit un code pour la quasi-totalité des pays du monde et de leurs subdivisions administratives :
- des codes à deux lettres (alpha 2, noté parfois également A2),
- des codes à trois lettres (alpha 3, noté parfois également A3),
- des codes à trois chiffres (numérique).

Les codes à deux lettres servent de base aux :
- codes des unités monétaires ISO 4217,
- codes pays des domaines de premier niveau d'Internet,
- etc.

## Sous-familles de codes régionaux, de nature géographique ou thématique
- L'OTAN, pour ses usages, a établi une liste de codes à deux, puis trois lettres, largement empruntée au code FIPS 10-4 américain. Plus récemment, l'OTAN a commencé à effectuer une transition de sa liste vers ISO 3166 (codes à quatre ou six lettres) à quelques exceptions et extensions près.
  - Liste des codes pays utilisés par l'OTAN

- La liste des codes internationaux des plaques minéralogiques contient des codes d'une à quatre lettres.

- Le Comité international olympique (CIO) utilise des codes à trois lettres dans les compétitions sportives.
  - Liste des codes pays du CIO

- La Fédération internationale de football association (FIFA) utilise des codes à trois lettres dans ses compétitions.
  - Liste des codes pays de la FIFA

- L'Union internationale des télécommunications (UIT) gère les préfixes de numérotation téléphonique, qui comportent de un à trois chiffres.
  - Liste des indicatifs téléphoniques internationaux par pays

- L'UIT utilise également le Mobile Country Code (MCC) pour désigner les pays, dans le domaine de la téléphonie mobile.

- Les codes pays de l'UIC sont des codes à deux chiffres permettant l'identification des pays pour le trafic ferroviaire, qu'ils soient membres de l'Union internationale des chemins de fer (UIC) ou de l'Organisation pour la Coopération des Chemins de Fer (OSJD).

- Eurostat utilise le code NUTS et les codes postaux pour publier des statistiques pour le compte de la Commission européenne, de l'Union européenne, et de l'Association européenne de libre-échange.